# いて座V1059星
いて座V1059星（V1059 Sagittarii、V1059 Sgr）は、1898年にいて座に現れた新星である。

## 発見
1899年、フレミングがスペクトル写真乾板を調べる中で発見した。この星は、1897年10月23日以前の写真にはみられなかったが、1898年3月8日には写っていた。発見時の明るさは、当時の測定値で4.7等級とされた。

## 特徴
いて座V1059星は、減光が速い急新星（NA型）に分類される。実際に測定された数値では、最も明るかった時で5等級だが、初検出の日とその直前の観測日の間は4ヶ月以上開いているので、新星爆発の極大はとらえていない可能性が高く、最大で2等級まで増光したかもしれないとされる。発見から1ヶ月以内には、8等級まで減光したとみられる。静穏時の明るさは、18等級と測定されている。
いて座V1059星は、古典的な新星と考えられているので、白色矮星と恒星の近接連星系である。視線速度の時間変化から、連星の公転周期が約6.3時間と推定されている。